# Kamen Rider Blade
Kamen Rider Blade (jap. 仮面ライダー剣 (ブレイド) Kamen Raidā Bureido; Kamen Rider ♠ (Blade)) – japoński serial tokusatsu, czternasta odsłona serii Kamen Rider. Serial powstał przy współpracy Ishimori Productions oraz Toei Company. Emitowany był na kanale TV Asahi od 25 stycznia 2004 do 23 stycznia 2005 roku, liczył 49 odcinków.
Oprócz standardowego owadziego motywu serii Kamen Rider, motywem tego serialu są karty do gry. Każdemu Riderowi jest przypisany jeden z kolorów talii kart. Sloganami serii są „Ta moc właśnie sięgnęła zenitu”. (jap. 今、その力が展開する Ima, sono chikara ga tenkai suru) oraz „Użyj atutu losu!” (jap. 運命の切札をつかみ取れ! Unmei no kirifuda o tsukamitore).

## Opis fabuły
Dziesięć tysięcy lat temu trwała Wojna Królów, konflikt między 53 humanoidalnymi bytami zwanymi Nieumarłymi. Ten z nich, który pokonałby pozostałych i zapieczętował ich w specjalnych kartach, dałby reprezentowanemu przez siebie gatunkowi istoty żywej władzę nad światem. Jeżeli zaś zwyciężyłby Dżoker, Nieumarły zdolny przemieniać się w pozostałych Nieumarłych, wówczas doszłoby do zagłady Ziemi. Ostatecznie jedynym pozostałym na wolności uczestnikiem został Nieumarły Człowiek, dzięki któremu nastąpiły rządy ludzi. Przed rokiem 2004 archeologowie odkrywają i uwalniają z więzów część Nieumarłych. Rozpoczyna się kolejna Wojna Królów. Inspirując się Dżokerem, organizacja BOARD tworzy dwa systemy Riderów i rekrutuje dwójkę młodych ludzi do walki z Nieumarłymi. Sakuya Tachibana i Kazuma Kenzaki stają się Kamen Riderem Garrenem i Bladem, a ich zadaniem jest złapanie wszystkich zbiegłych potworów oraz niedopuszczenie Dżokera do bycia zapieczętowanym jako ostatni. Obok nich działa w tej sprawie tajemniczy Hajime Aikawa jako Kamen Rider Chalice. Hajime jest tak naprawdę Dżokerem, który pod wpływem transformacji w Nieumarłego Człowieka pokochał ten gatunek. Niedługo później Nieumarli tworzą kolejnego Ridera – Leangle’a, którym staje się nastoletni Mutsuki Kamijō. Mimo początkowych problemów z opanowaniem złej mocy ostatecznie dołącza do Kenzakiego. Czwórka wojowników musi powstrzymać potwory przed wyniszczeniem ludzkości.

## Bohaterowie
- Kazuma Kenzaki (jap. 剣崎 一真 Kenzaki Kazuma) / Kamen Rider Blade (jap. 仮面ライダーブレイド Kamen Raidā Bureido)

- Sakuya Tachibana (jap. 橘 朔也 Tachibana Sakuya) / Kamen Rider Garren (jap. 仮面ライダーギャレン Kamen Raidā Gyaren)

- Hajime Aikawa (jap. 相川 始 Aikawa Hajime) / Kamen Rider Chalice (jap. 仮面ライダーカリス Kamen Raidā Karisu) / Nieumarły Dżoker (jap. ジョーカーアンデッド Jōkā Andeddo; Joker Undead)

- Mutsuki Kamijō (jap. 上城 睦月 Kamijō Mutsuki) / Kamen Rider Leangle (jap. 仮面ライダーレンゲル Kamen Raidā Rengeru)

- Shiori Hirose (広瀬栞 Hirose Shiori) – 20-letnia pracowniczka BOARD-u i koleżanka Kenzakiego. Była jedną z nielicznych którzy przetrwali atak Nieumarłej Szarańczy na siedzibę organizacji. Hirose zajmuje się szukaniem Nieumarłych przy pomocy programu komputerowego zwanego „Wykrywaczem Nieumarłych”. Jest osobą troszczącą się o przyjaciół, czego przykładem może być opieka nad Kenzakim. Nie przepada za Kotarō, choć mieszka u niego wraz z Kenzakim. Została osierocona przez swojego ojca Yoshito, który był osobą odpowiedzialną za wypuszczenie Nieumarłych z więzów.

- Kotarō Shirai (白井 虎太郎 Shirai Kotarō) – 23-letni pisarz mający bzika na punkcie zjawisk paranormalnych oraz potworów. Uwielbia pić mleko. Poznaje Kenzakiego i Tachibanę gdy śledzi ich walkę z jednym z Nieumarłych. Po eksmisji Kenzakiego z wynajętego mieszkania Kotarō decyduje przyjąć go do swego domu, który odziedziczył po zmarłym wujku. Po zniszczeniu siedziby BOARD przyjmuje w swe progi także Hirose. Warunkiem mieszkania dwójki jest informowanie Kotarō o BOARD-zie i wszystkich tajemnicach związanych z Riderami i Nieumarłymi, co pozwoli mu na napisanie książki. Jego nadgorliwość i maniakalne zafascynowanie potworami nie spotyka się z akceptacją ze strony Kenzakiego i reszty. Mimo wszystko Kotarō staje się jego najlepszym przyjacielem.

- Haruka Kurihara (栗原 遥香 Kurihara Haruka) – starsza siostra Kotarō, matka Amane i właścicielka kawiarni Jacaranda. Po stracie męża przyjęła do domu Hajimego, który de facto był ostatnią osobą, widzącą go żywego. Haruka troszczy się o swoją rodzinę, a do jej członka zalicza również Hajimego.

- Amane Kurihara (栗原 天音 Kurihara Amane) – 10-letnia córka Haruki i siostrzenica Kotarō. Mieszka wraz z matką w kawiarni Jacaranda. Amane jest niegrzeczną dziewczynką, która wykazuje lekkie drwiny z innych osób, a zwłaszcza z Kotarō (nie mówi do niego per „wujku”, gdyż uważa, że nie przystoi jej zwracać się tak do tak niepoważnej osoby). Stała się taka przez tajemniczą śmierć jej ojca fotografa. Jedyna osoba jaką darzy szacunkiem to Hajime. Dwójka jest ze sobą bardzo związana. Uczłowieczenie Hajimego było spowodowane głównie właśnie przez Amane. Za nią i jej matkę Chalice jest gotowy ryzykować życiem.

- Kei Karasuma (烏丸 啓 Karasuma Kei) – 48-letni główny naukowiec i szef BOARD-u, przełożony Kenzakiego, Hirose i Tachibany. Jest odpowiedzialny za stworzenie 3 systemów Riderów- Garrena, Blade’a i Leangle’a, przy czym tego ostatniego będąc kontrolowanym przez Nieumarłych. Współpracował blisko z Yoshito Hirose (ojcem Shiori), który w akcie desperacji wypuścił wszystkich Nieumarłych wskutek czego zginął. Karasuma został uznany za zaginionego podczas ataku Nieumarłych na siedzibę BOARD-u. Za tę sytuację winiono skonfliktowanego z nim Tahcibanę. Karasuma został przeniesiony w miejsce odosobnienia, a następnie wyjechał za granicę do Tybetu, gdzie tworzy nową broń dla Kenzakiego i pozostałych. Pośrednikiem między nim a Riderami stał się zaprzyjaźniony Noboru Shima/Nieumarły Tarantula, któremu Karasuma przekazał dwa Rouze Absorbery. Był świadom planów Tennōjiego, który sfingował wypuszczenie Nieumarłych by zdobyć władzę nad światem oraz skutków ubocznych używania przez Kenzakiego Formy Króla. W ostatnim odcinku Karasuma zabezpiecza wszystkie Karty Przebudzenia.

- Hiroshi Tennōji (天王路 博史 Tennōji Hiroshi) – prezes BOARD-u i przełożony Karasumy. Okazuje się być głównym organizatorem wojny i wypuszczenia Nieumarłych z więzów i osobą, która spowodowała śmierć ojca Hirose. Tennōji dąży do stworzenia nowego porządku świata zamieszkałego przez Nieumarłych z nim na czele. Był także odpowiedzialny za stworzenie Triali oraz sztucznego Nieumarłego – Kerberosa, którego następnie pojmał w Kartę Przebudzenia i z którym połączył się w Kerberosa 2 dzięki chirurgicznie wmontowanemu urządzeniu. Był silniejszy od współpracujących czterech Riderów, ale został osłabiony przez Kenzakiego i Hajimego w ich ostatecznych formach, którzy sprowadzili go z powrotem do ludzkiej formy. Karta zostaje zabrana przez Kanaia/Niemarłego Girafę, który następnie go zabił.

## Nieumarli
Nieumarli (jap. アンデッド Andeddo; Undead) to antagoniści serialu. Każdy z nich reprezentuje jakiś gatunek formy żywej – (zwierzę bądź roślinę). Istnieją 53 gatunki Nieumarłych, z których 52 brało udział w Wojnie Królów, zaś jeden został stworzony przez naukowców i może zmienić się w każdego Nieumarłego. Jedynie Dżoker (który zwykle występuje pod formą Człowieka) i Tarantula są początkowo nastawieni przyjaźnie do ludzi. Zgodnie ze swą nazwą Nieumarli nie mogą być zabici, a jedyną formą ich neutralizacji jest zapieczętowanie ich w tzw. Kartach Przebudzenia (ラウズカード Rauzu Kādo, Rouze Cards).

### Kategorie
Nieumarli są podzieleni według 13 kategorii odpowiadającym 13 wartościom kart do gry (As, 2, 3, 4, 5, 6, 7, 8, 9, 10, Walet, Dama, Król).

## Triale
Triale (トライアル Toraiaru) są sztucznymi potworami stworzonymi przez BOARD poprzez eksperymentu na łączeniu DNA ludzi i Nieumarłych z maszynami. Potwory te zostały stworzone by walczyć w Wojnie Królów. W przeciwieństwie do Nieumarłych Triale są śmiertelne, ale nie można ich zamknąć w Karty Przebudzenia – użycie niej w przypadku Triala powoduje jego regenerację.
- Trial B (トライアルB Toraiaru Bī)
- Trial D (トライアルD Toraiaru Dī)
- Trial E (トライアルE Toraiaru Ī)
- Trial F (トライアルF Toraiaru Efu)
- Trial G (トライアルG Toraiaru Jī)

## Odcinki
1. Granatowy wojownik (jap. 紫紺の戦士 Shikon no Senshi)
2. Tajemniczy Rider (jap. 謎のライダー Nazo no Raidā)
3. Ich tajemnica... (jap. 彼らの秘密… Karera no Himitsu…)
4. Zagadka nieśmiertelności (jap. 永遠の命の謎 Eien no Inochi no Nazo)
5. Wyzwanie przeszłości (jap. 過去への挑戦 Kako e no Chōsen)
6. Tożsamość Chalice’a (jap. カリスの正体 Karisu no Shōtai)
7. Dwójka w opałach (jap. 囚われた２号 Torawareta Nigō)
8. Wskrzeszeni ludzie (jap. 甦った者たち Yomigaetta Monotachi)
9. Przeznaczenie walczącego (jap. 戦う者の運命 Tatakau Mono no Unmei)
10. Zmanipulowany wojownik (jap. 操られた戦士 Ayatsurareta Senshi)
11. Lokalizacja wszystkich (jap. 各々の居場所 Onōno no Ibasho)
12. Kategoria As (jap. カテゴリーＡ Kategorī Ēsu)
13. Pułapka złotego strachu (jap. 金色の糸の罠 Kin’iro no Ito no Wana)
14. As zamknięty! (jap. エース封印！ Ēsu Fūin!)
15. Odpowiednik przeznaczenia (jap. 運命の適合者 Unmei no Tekigōsha)
16. Moc Leangle’a (jap. レンゲルの力 Rengeru no Chikara)
17. Pas zła (jap. 邪悪なベルト Jaaku na Beruto)
18. Dusze władające ciemnością (jap. 暗闇を操る魂 Kurayami o Ayatsuru Tamashii)
19. Pogromca mroku (jap. 暗黒を征す者 Ankoku o Seisu Mono)
20. Cel to Kotarō (jap. 標的は虎太郎 Hyōteki wa Kotarō)
21. Bitwa o uczucia przyjaciół (jap. 友を思う戦い Tomo o Omou Tatakai)
22. Ucieczka z mroku (jap. 闇からの脱出 Yami Kara no Dasshutsu)
23. Kim jesteś? (jap. お前は誰だ？ Omae wa Dare da?)
24. Tajemniczy łowca (jap. 謎のハンター Nazo no Hantā)
25. Pęd zdrajcy (jap. 裏切りの疾走 Uragiri no Shissō)
26. Moc która mnie porusza (jap. 俺を動かす力 Ore o Ugokasu Chikara)
27. Drżące serce (jap. 揺れ動く心… Yureugoku Kokoro…)
28. Niebezpieczne ryzyko (jap. 危険な賭け！？ Kiken na Kake!?)
29. Dwóch Chalice’ów (jap. ２人のカリス Futari no Karisu)
30. Utracone wspomnienia (jap. 失われた記憶 Ushinawareta Kioku)
31. Pięćdziesiąta trzecia istota (jap. ５３番目の存在 Gojūsanbanme no Sonzai)
32. Tajemnica niszczyciela (jap. 破壊者の秘密 Hakaisha no Himitsu)
33. Kenzaki na celowniku (jap. 狙われた剣崎 Nerawareta Kenzaki)
34. Kategoria Król (jap. カテゴリーＫ Kategorī Kingu)
35. Niebezpieczna transformacja (jap. 危険な変身！？ Kiken na Henshin!)
36. Najsilniejsza postać (jap. 最強フォーム Saikyō Fōmu)
37. Ku nowemu przeznaczeniu (jap. 新たな運命へ Arata na Unmei e)
38. Władca przeznaczenia (jap. 運命を掴む者 Unmei o Tsukamu Mono)
39. Spotkanie ojca i córki (jap. 再会…父と娘 Saikai… Chichi to Musume)
40. Rozstanie z przeszłością (jap. 過去との訣別 Kako to no Ketsubetsu)
41. Wola wzmocnienia się (jap. 強くなりたい Tsuyoku Naritai)
42. Wskrzeszenie Leangle’a (jap. レンゲル復活 Rengeru Fukkatsu)
43. Przyjaciel czy wróg (jap. 敵か味方か？ Teki ka Mikata ka?)
44. Kareta (jap. フォーカード Fō Kādo)
45. Nowa karta (jap. 新たなカード Arata na Kādo)
46. Pieczęć władcy (jap. 支配者の封印 Shihaisha no Fūin)
47. Garren wyeliminowany (jap. ギャレン消滅 Gyaren Shōmetsu)
48. Prolog zniszczenia (jap. 滅びへの序章 Horobi e no Joshō)
49. Wieczny atut (jap. 永遠の切り札 Eien no Kirifuda)

## Media

### Film
- Kamen Rider Blade: MISSING ACE (jap. 劇場版　仮面ライダー剣　MISSING ACE Gekijōban Kamen Raidā Bureido Misshingu Ēsu)

Premiera: 11 września 2004 r.

### Odcinki specjalne
- Kamen Rider Blade: Blade vs. Blade (jap. 仮面ライダー剣（ブレイド） ブレイドVSブレイド Kamen Raidā Bureido: Bureido Buiesu Bureido)

- Kamen Rider Blade: New Generation

### Muzyka
Opening
- „Round ZERO~BLADE BRAVE”

Słowa: Shōko Fujibayashi
Kompozycja: Katsuya Yoshida
Aranżacja: Akio Kondō
Wykonanie: Nanase Aikawa
Odcinki: 1–30
- „ELEMENTS”

Słowa: Shōko Fujibayashi
Kompozycja: Miki Fushisue
Aranżacja: RIDER CHIPS & Cher Watanabe
Wykonanie: RIDER CHIPS featuring Ricky
Odcinki: 31–49
Ending
- „Kakusei” (jap. 覚醒)

Słowa: Shōko Fujibayashi
Kompozycja: Cher Watanabe
Aranżacja: Akio Kondō
Wykonanie: Ricky
Odcinki: 2–23
- „Rebirth”

Słowa: Shōko Fujibayashi
Kompozycja: Yukari Aono
Aranżacja: Cher Watanabe
Wykonanie: Sakuya Tachibana (Kōsei Amano)
Odcinki: 23–30, 47
- „Take it a Try”

Słowa: Shōko Fujibayashi
Kompozycja i aranżacja: Cher Watanabe
Wykonanie: Hajime Aikawa (Ryōji Morimoto)
Odcinki: 31–49

## Obsada
- Kazuma Kenzaki: Takayuki Tsubaki
- Sakuya Tachibana: Kōsei Amano
- Hajime Aikawa: Ryōji Morimoto
- Mutsuki Kamijō: Takahiro Hōjō
- Shiori Hirose: Yumi Egawa
- Kōtarō Shirai: Terunosuke Takezai
- Haruka Kurihara: Kaori Yamaguchi
- Amane Kurihara: Hikari Kajiwara
- Kei Karasuma: Kazuhiro Yamaji